# Bathippus digitalis
Bathippus digitalis är en spindelart som beskrevs av Zhang J., Song D., Li D. 2003. Bathippus digitalis ingår i släktet Bathippus och familjen hoppspindlar. Inga underarter finns listade.